# Eva Díaz Tezanos
Rosa Eva Díaz Tezanos (Puente San Miguel, 12 de junio de 1964), conocida como Eva Díaz Tezanos es una política española perteneciente al Partido Socialista de Cantabria que sirvió como la octava vicepresidenta del Gobierno de Cantabria, siendo la tercera mujer en ocupar el cargo, entre 2015 y 2019. Asimismo, compaginó el cargo con el de consejera de Universidades, Investigación, Medio Ambiente y Política Social y con el de portavoz del ejecutivo.

## Biografía
Licenciada en Derecho por la Universidad de Cantabria. Comienza su trayectoria política como concejala del ayuntamiento de Reocín entre 1995 y 1999 compaginando esta labor con su trabajo como abogada. 
En las elecciones autonómicas de 1999 da el salto a la política autonómica siendo elegida diputada en el Parlamento de Cantabria, cargo que repitió tras las elecciones de 2003, 2007, 2011 y 2015; aunque dimitió en las dos primeras ocasiones al ser nombrada Consejera de Educación del Gobierno de Cantabria durante la coalición entre el PRC y el PSC-PSOE (2003-2011).
Fue presidenta del grupo parlamentario socialista en el Parlamento de Cantabria. Dentro del PSC-PSOE fue vicesecretaria General del partido entre 2008 y 2012.
El 31 de marzo de 2012 se convierte en la secretaria general del PSC-PSOE, tras ganar el XII congreso regional a su compañero de partido Francisco Fernández Mañanes
El 27 de abril de 2014 es proclamada por el Comité Regional de su partido, candidata a la presidencia del Gobierno de Cantabria en las elecciones al Parlamento de Cantabria de 2015.
El 10 de julio de 2015 es nombrada vicepresidenta, portavoz y consejera de Universidades, Investigación, Medio Ambiente y Política Social del Gobierno de Cantabria tras el pacto de gobierno suscrito nuevamente entre el PRC y el PSOE.
El 16 de julio de 2017, pierde las primarias para ser reelegida secretaria general del PSC-PSOE, siendo sustituida por el alcalde de Santa Cruz de Bezana, Pablo Zuloaga. Debido a esto, en la X legislatura, Zuloaga sustituyó a Tezanos en la vicepresidencia del Gobierno cántabro.

## Cargos desempeñados
- Concejala en el Ayuntamiento de Reocín. (1995-1999)
- Miembro de la Comisión Ejecutiva Regional del PSC-PSOE. (1997-)
- Diputada en el Parlamento de Cantabria. (Desde 1999)
- Consejera de Educación del Gobierno de Cantabria. (2003-2011)
- Secretaria de Política Institucional del PSC-PSOE. (2000-2004)
- Vocal de la Comisión Ejecutiva Regional. (2004-2008)
- Vicesecretaria general del PSC-PSOE. (2008-2012)
- Portavoz PSC-PSOE en el Parlamento de Cantabria. (2011-2015)
- Secretaria general del PSC-PSOE. (2012-2017)
- Presidenta del Grupo Parlamentario Socialista en el Parlamento de Cantabria. (2015-2017)
- Vicepresidenta y portavoz del Gobierno de Cantabria. (2015-2019)
- Consejera de Universidades, Investigación, Medio Ambiente y Política Social del Gobierno de Cantabria. (2015-2019)